# Aéroport international de Coimbatore
Pour les articles homonymes, voir CJB.
L'aéroport international de Coimbatore (code IATA : CJB • code OACI : VOCB) est un aéroport desservant la ville de Coimbatore dans le sud de l'Inde. Il est situé à Peelamedu, à 13 kilomètres du centre-ville. Auparavant appelé Aérodrome Civil de Peelamedu, c'est le 18e aéroport le plus fréquenté du pays.

## Histoire
L'aéroport a débuté ses opérations en 1940 en tant qu'aérodrome civil avec Indian Airlines. L'aéroport a ensuite été rénové, sa piste agrandie, pour rouvrir en 1987. Durant les travaux, le trafic a été réorienté vers la Base aérienne de Sulur.
L'aéroport obtient son statut d'aéroport international le 2 octobre 2012.

## Installations
L'aéroport dispose d'une piste de 2 970 mètres de long. En 2008, l'aéroport est rénové et équipé de passerelles aéroportuaires et d'un Instrument Landing System (ILS). En 2010, le terminal est divisé en zone domestique et internationale.

## Situation
| \| 300 km1:23 714 000 \| Delhi Bombay Madras Bangalore Calcutta Hyderabad Cochin Ahmedabad Goa Pune Thiruvananthapuram Calicut Lucknow Guwahati Srinagar Jaipur Bhubaneswar Coimbatore Nagpur Indore Mangalore Visakhapatnam Patna Amritsar Chandigarh Tiruchirappalli Jammu Raipur Bénarès Agartala Port Blair Vadodara Imphal Bagdogra Madurai Bhopal Ranchi Aurangabad Udaipur Leh Tirupati Rajkot Jodhpur Dehradun Dibrugarh Silchar Gaya Cannanore Vijayawada Surate Durgapur Jamnagar Belagavi Hubli-Dharwad Khajurâho Nanded Aizawl Dimapur Agra Bathinda |
| 300 km1:23 714 000 |

## Compagnies aériennes et destinations

### Passagers
| Compagnies         | Destinations | Refs. |
| ------------------ | --- | ----- |
| Air Arabia         | Charjah |       |
| Air India          | Madras (Chennai), Delhi-Indira Gandhi, Bombay-Chhatrapati-Shivaji |       |
| Air India Express  | Delhi-Indira Gandhi, Singapour-Changi |       |
| Alliance Air       | Madras (Chennai) |       |
| IndiGo             | Agartala, Ahmedabad-Sardar-Vallabhbhai-Patel, Amritsar-Guru-Ram-Das, Bangalore-Kempegowda, Bhubaneswar-Biju Patnaik, Madras (Chennai), Delhi-Indira Gandhi, Hyderabad-R. Gandhi, Cochin, Calcutta-N. S. C. Bose, Bombay-Chhatrapati-Shivaji, Surat, Vishakhapatnam |       |
| Scoot              | Singapour-Changi |       |
| SpiceJet           | Bangalore-Kempegowda, Madras (Chennai), Delhi-Indira Gandhi, Hyderabad-R. Gandhi, Calcutta-N. S. C. Bose, Bombay-Chhatrapati-Shivaji | [ 6 ] |
| SriLankan Airlines | Colombo-Bandaranaike |       |

Édité le 19/04/2019

### Cargo
| Compagnies         | Destinations                  |
| ------------------ | ----------------------------- |
| Blue Dart Aviation | Chennai, Delhi                |
| Yanda Airlines     | Bangkok-Suvarnabhumi, Charjah |

## Statistiques
Pour des raisons techniques, il est temporairement impossible d'afficher le graphique qui aurait dû être présenté ici.

Voir la requête brute et les sources sur Wikidata.

## Galerie

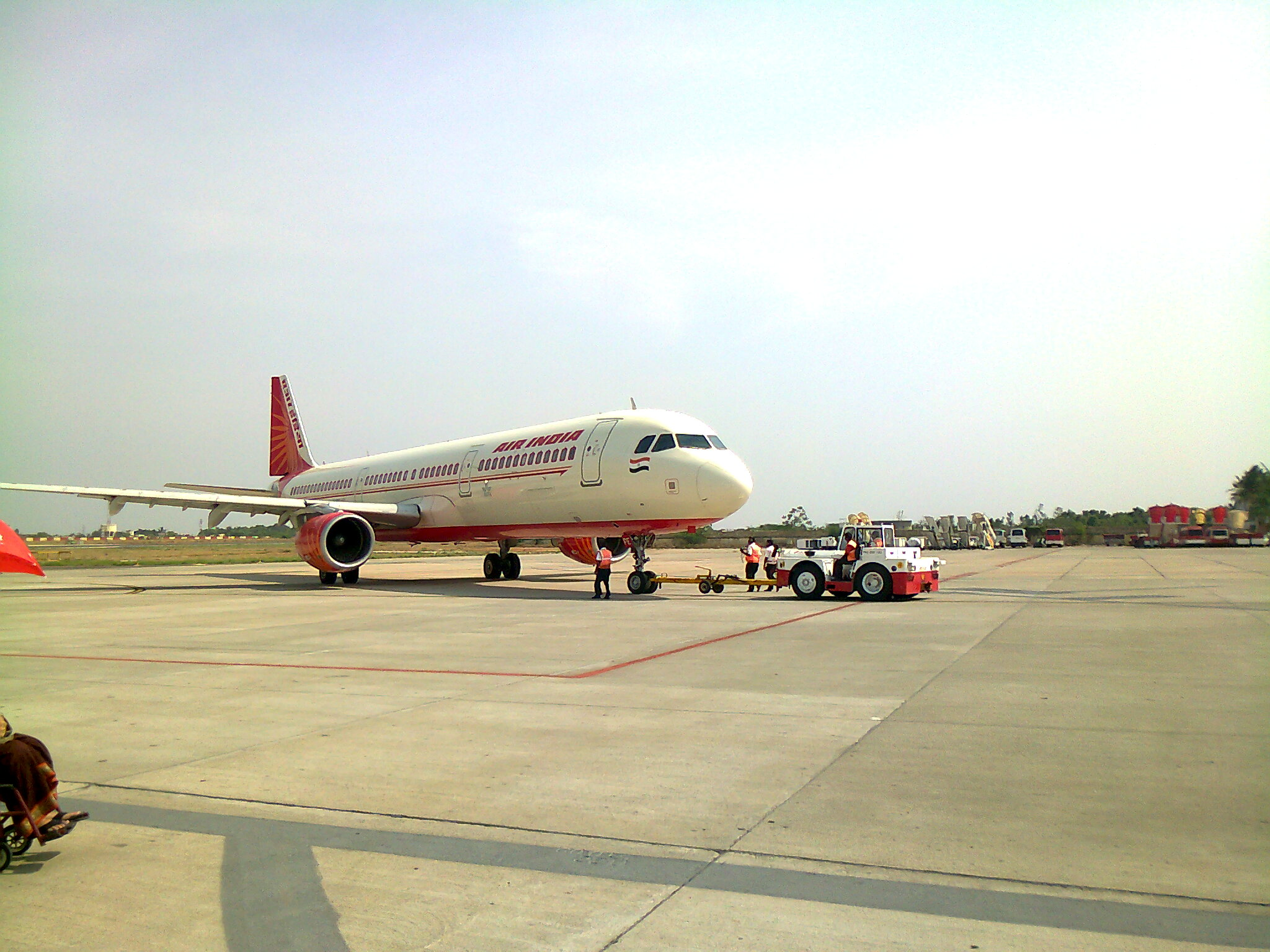
Appareil d'Air India sur le tarmac
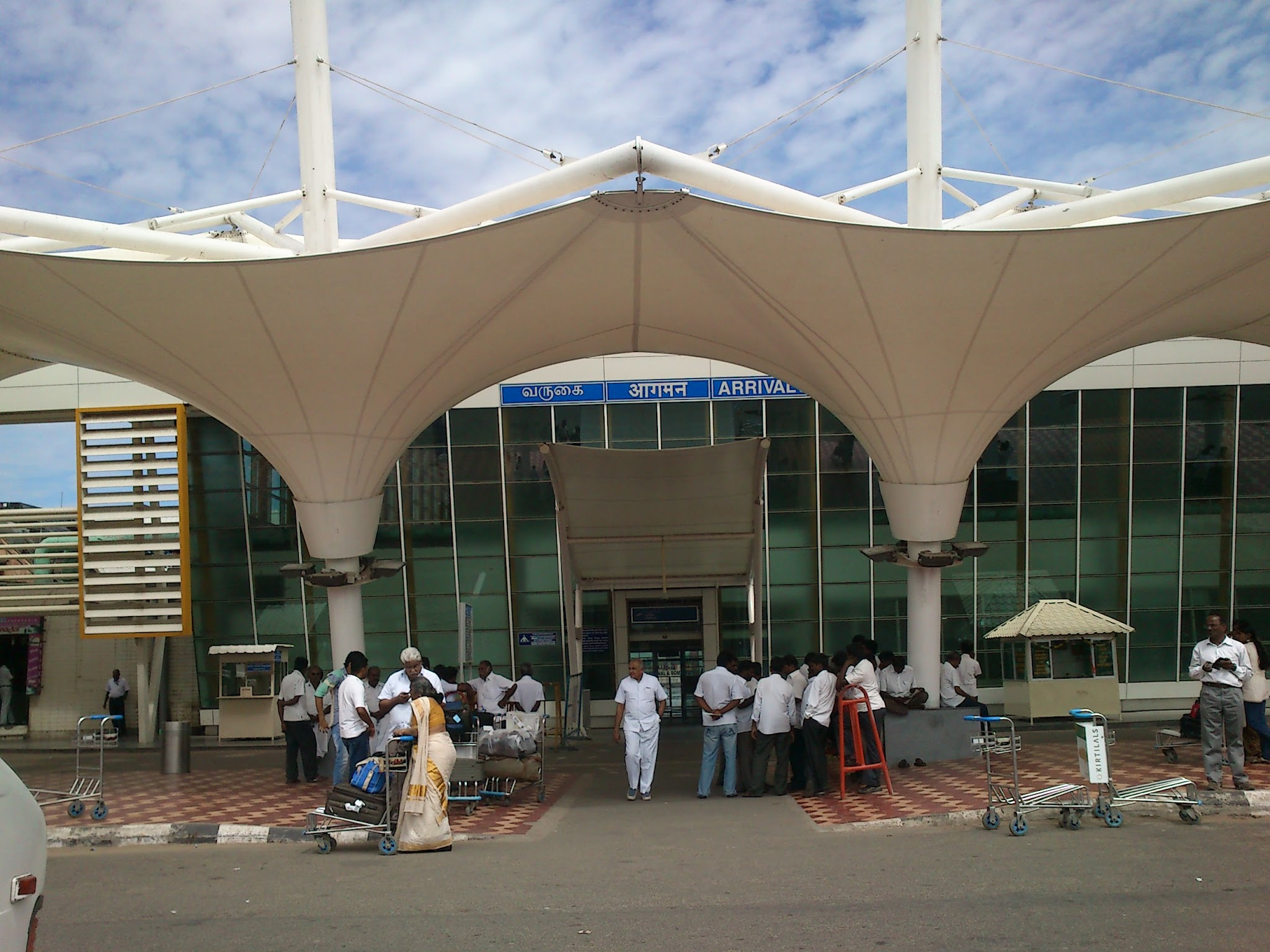
Arrivées
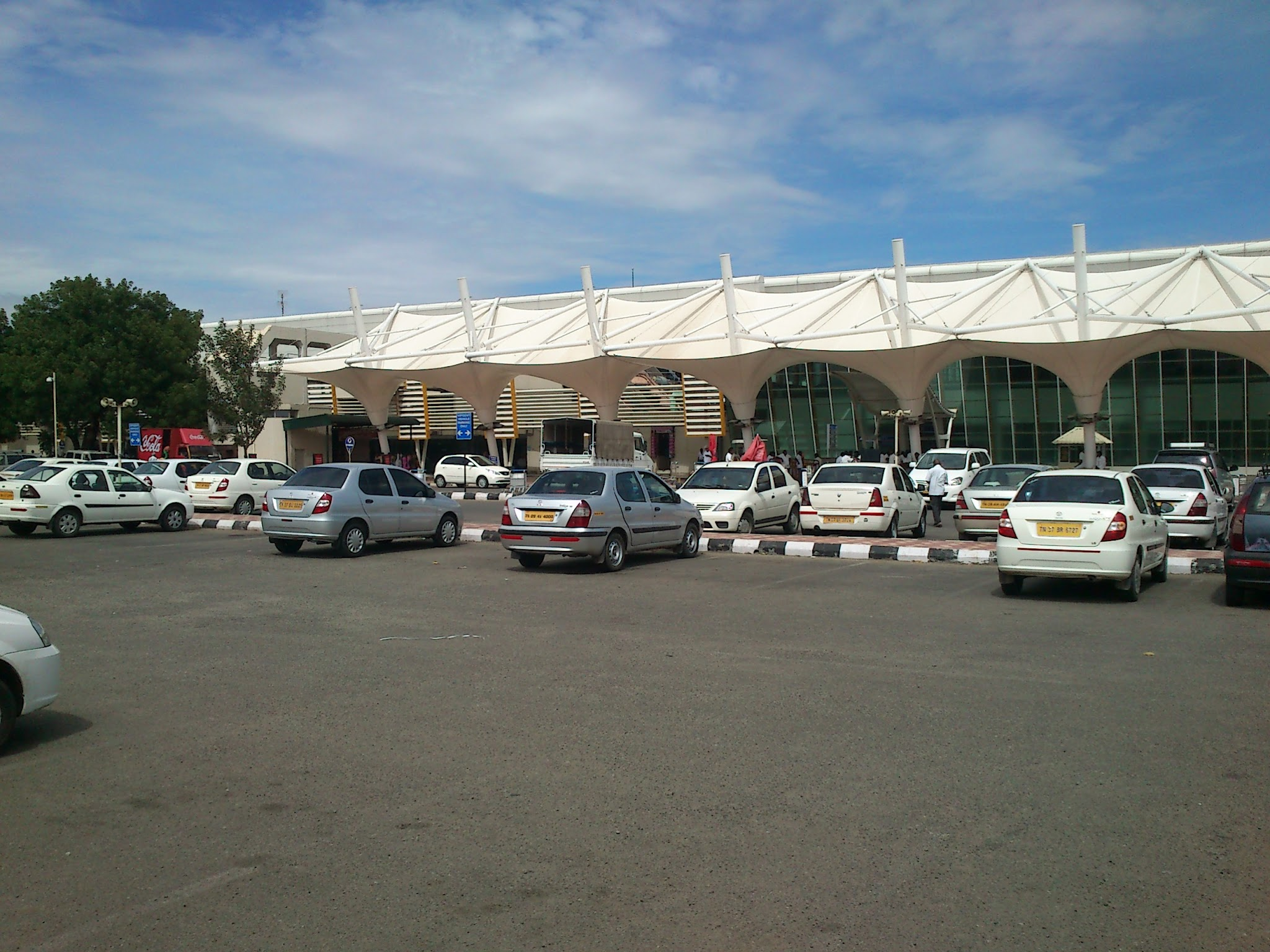
Extérieur de l'aéroport
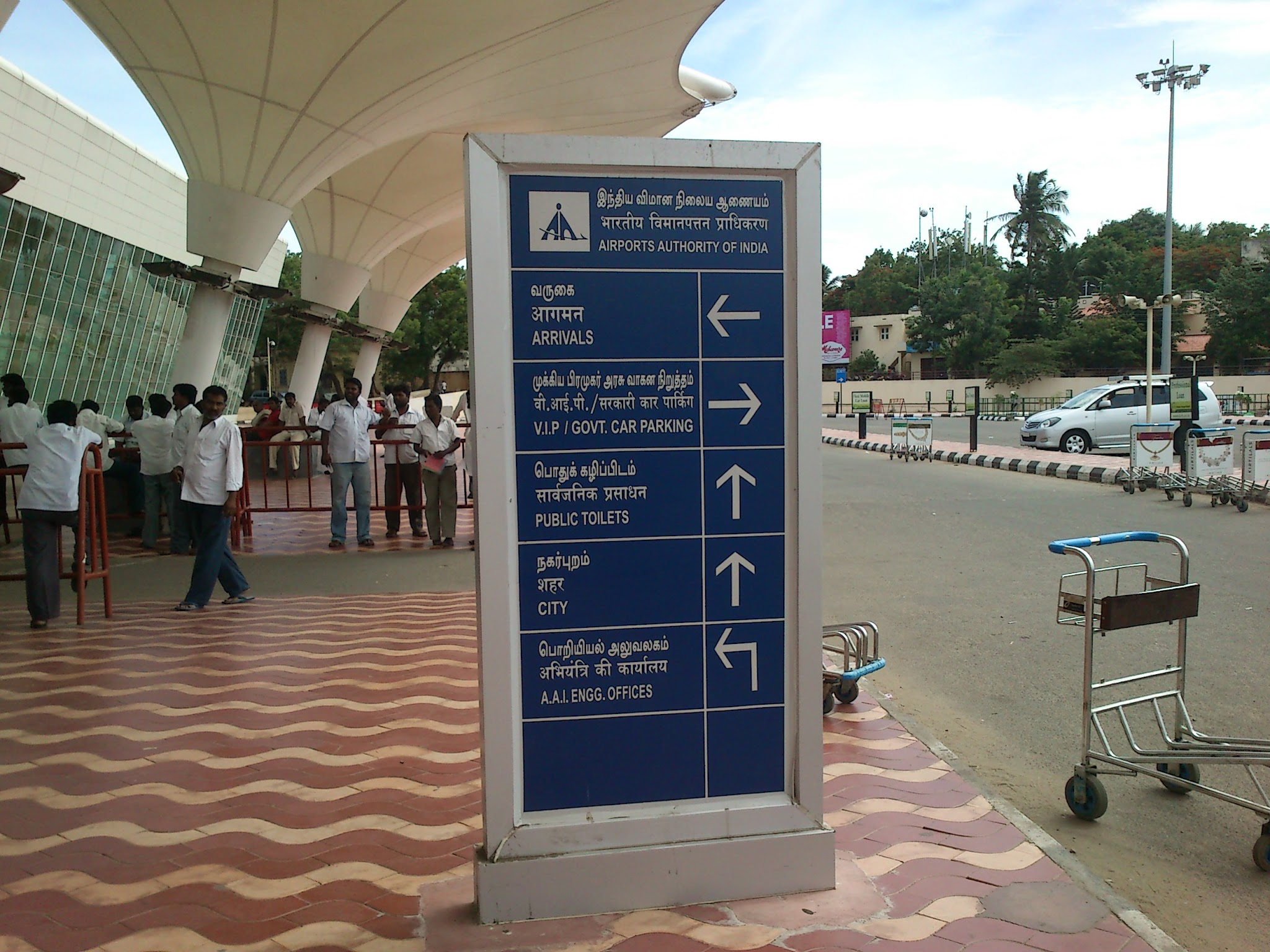
Signalisation de l'aéroport
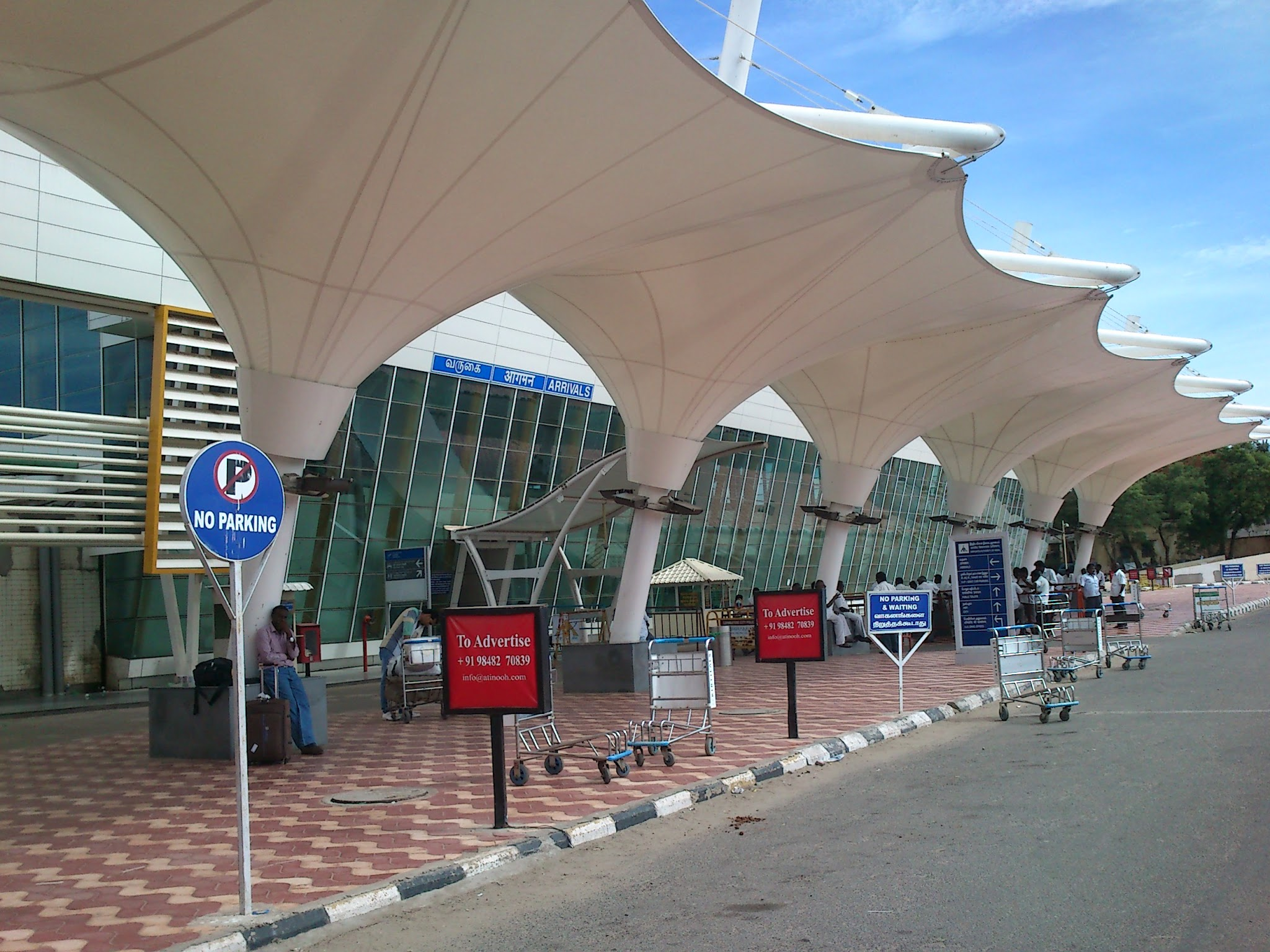
Hall d'arrivée vu de l'extérieur
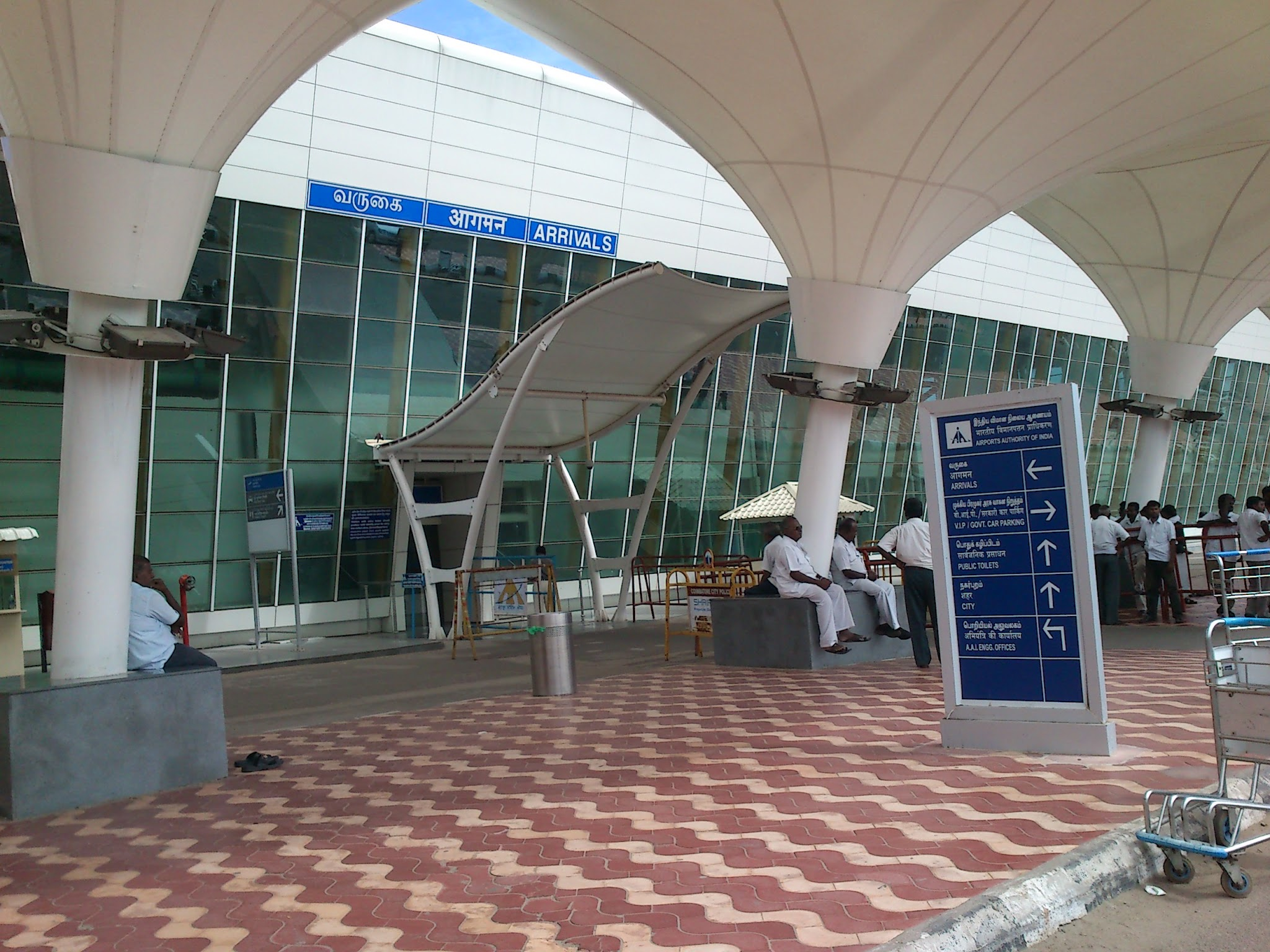
Aire d'attente à l'arrivée
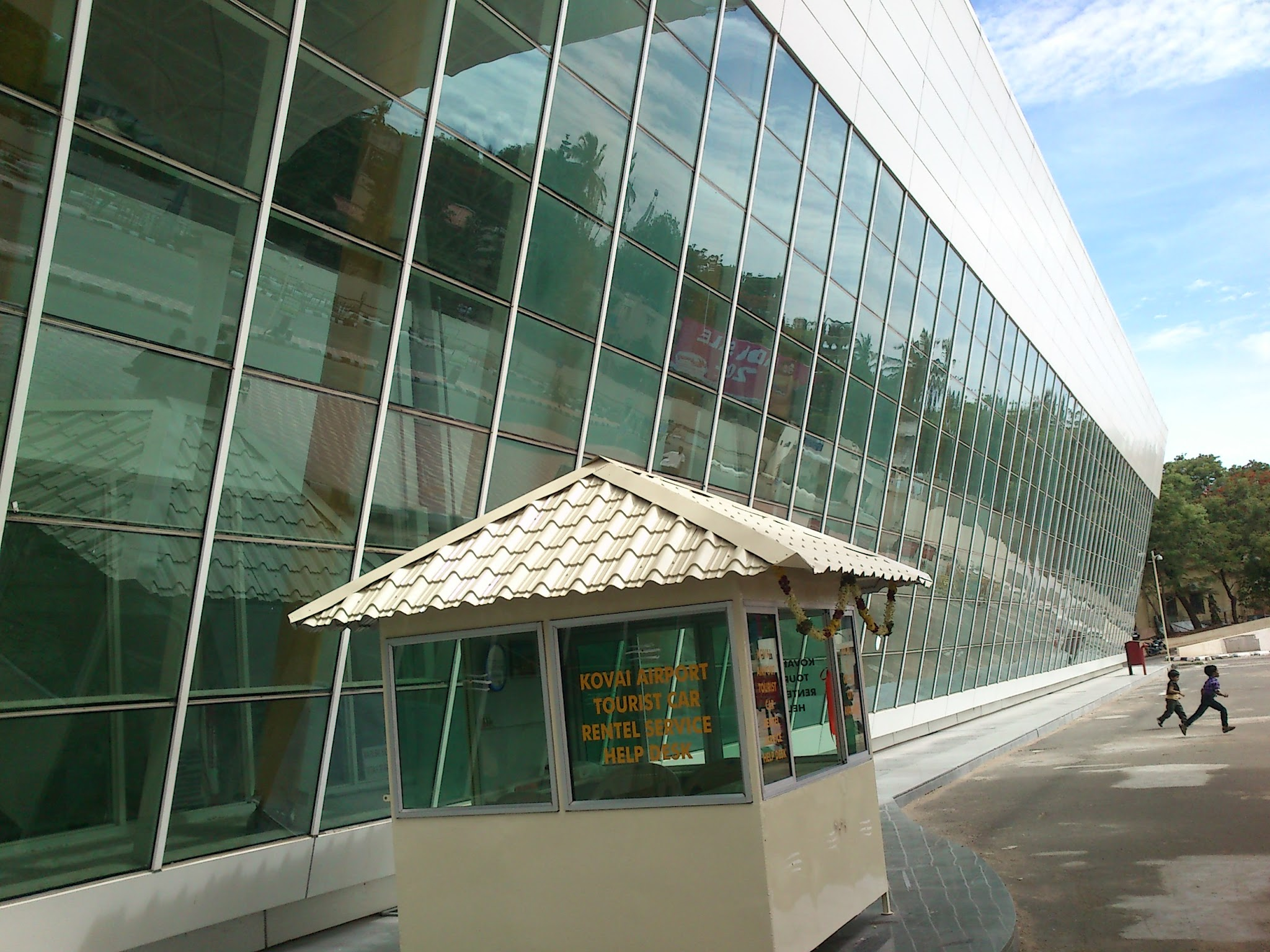
Terminal d'arrivée
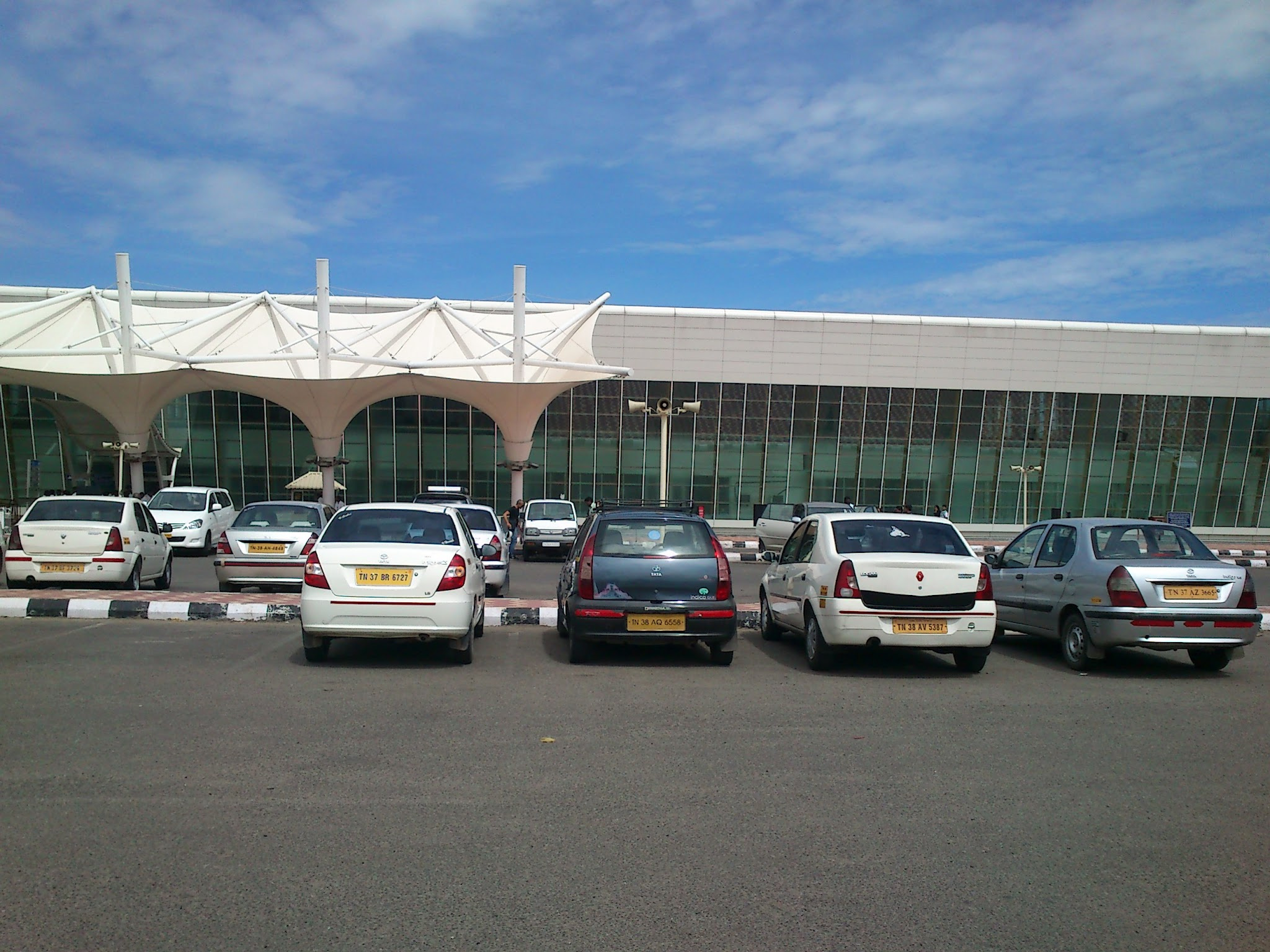
Parking de l'aéroport